# Icelinus filamentosus
Icelinus filamentosus és una espècie de peix pertanyent a la família dels còtids.

## Descripció
- Fa 27 cm de llargària màxima.[6][7]

## Alimentació
Menja crustacis, incloent-hi gambes i isòpodes.

## Hàbitat
És un peix marí, demersal i de clima temperat que viu entre 18 i 800 m de fondària.

## Distribució geogràfica
Es troba al Pacífic oriental: des de l'illa de Chirikof (oest del Golf d'Alaska) fins a Point Loma (sud de Califòrnia, els Estats Units).

## Observacions
És inofensiu per als humans.